# المرأة المسلسلة I
المرأة المسلسلة I (المرأة المسلسلة الأولى ) (بالإنجليزية: Andromeda I)‏ (والمعروفة أيضا بالتعين PGC 2666 في فهرس المجرات الرئيسية) هي مجرة قزمة كروية (dSph) تقع على بعد 2.40 مليون سنة ضوئية  في كوكبة المرأة المسلسلة ومجرة قمرية لمجرة المرأة المسلسلة وهذا يدل على أنها جزء من مجرات المجموعة المحلية.
اعتبارا من عام 2005، أندروميدا الأولى هي أقرب مجرة قزمة كروية مرافقة لمجرة المرأة المسلسلة وتقع تقريبا 3.5 درجة جنوبا ونحو الشرق قليلا من مجرة المرأة المسلسلة.
تم اكتشاف مجرة أندروميدا الأولى من قبل سيدني فان دن بيرغ في عام 1970  في مرصد بالومار باستخدام تلسكوب 48 بوصة. وتم إجراء مزيد من الدراسات لمجرة أندروميدا الأولى باستخدام الكاميرا الكوكبية واسعة المجال 2 لمرصد هابل الفضائي. ووجدت الدراسة أن معظم نجوم الفرع الأفقي حمراء مثل المجرات القزمة الكروية الأخرى. ووجد مرصد هابل أيضا عنقود مغلق في مجرة أندروميدا الأولى وهي المجرة الأقل سطوعا التي يتم العثور فيها على مثل هذه العنقود.

## وصلة خارجية
- أندروميدا الأولى على موقع ويكي سكاي: DSS2, SDSS, GALEX, IRAS, Hydrogen α, X-Ray, Astrophoto, Sky Map, Articles and images